# Michelle Nicod

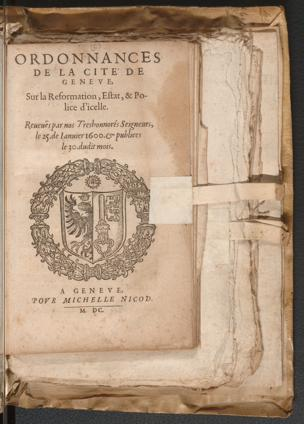
Ordonnances de la Cité de Genève

Michelle Nicod née à Quemigny-sur-Seine vers 1519 et morte à Genève le 3 janvier 1618 est une libraire et maître-imprimeur à Genève de 1585 à 1618.

## Vie familiale
De son premier mariage avec Jean Durant, Michelle Nicod a trois enfants : David naît en 1565, Debora en 1567 et Jean en 1572. En 1550, le couple huguenot se réfugie à Genève. Jean Durant est admis habitant de Genève en 1553, puis bourgeois de Genève en 1556. À la mort de son mari, libraire et imprimeur, elle reprend la gestion de l'entreprise. En 1592, elle épouse en secondes noces le notaire Olivier Dagonneau. 
Entre 1598 et 1603, Michelle Nicod connaît quelques différends avec sa fille Debora et a des démêlés avec l'Hôpital général, en 1610. En effet, ce dernier retient ses biens en gage durant longtemps, en raison de frais de pension d'une partie de la famille non payés.  
Michelle Nicod décède le 3 janvier 1618, à l'âge de 99 ans, dans son atelier de reliure situé près du temple de la Madeleine où elle se maintient en activité jusqu'au dernier jour.  

## Vie professionnelle
Michelle Nicod consacre toute sa vie à la librairie et à l'imprimerie et maintient son activité jusqu'à son décès. Elle débute aux côtés de son premier mari, Jean Durant, qui lui apprend toutes les ficelles du métier d'imprimeur ; elle le remplace durant ses déplacements à l'étranger. 
A Genève, leur librairie se trouve à la place de la Madeleine et ils développent leurs éditions qui portent la devise "De telle mesure que vous mesurerez, il vous sera mesuré, Luc 6". Après le décès de Jean Durant en 1588, Michelle Nicod reprend les activités de l'entreprise et publie sous le nom de «Veuve de Jean Durant»puis, dès 1593, elle signe le ouvrage en son nom propre "Michelle Nicod", fait rare pour l'époque. Elle développe son entreprise et devient à la fois imprimeuse (fabrication) et libraire (commercialisation). Elle possède également un atelier de reliure, ouvre des succursales à Lausanne et Neuchâtel et se rend aux foires de Francfort pour vendre sa production de livres non reliés. 
Sa vie professionnelle est parsemée de démêlés juridiques. Le nom de Michelle Nicod apparaît plusieurs fois dans les registres de la Compagnie des pasteurs de Genève, notamment en 1592, quand certains se plaignent qu'elle vend ses livres trop chers. En 1600, elle est poursuivie pour avoir fait imprimer sur mauvais papier les « Ordonnances de la cité de Genève » de Gabriel Cartier. Sa vie privée est aussi en cause pour des conflits familiaux avec sa fille. 
Michelle Nicod publie sous son propre nom les Ordonnances de la Cité de Genève, pour les années 1600, 1609 et 1617, ce qui lui vaut le titre d'imprimeur officiel de la République. Elle publie des ouvrages de types très divers, comme des œuvres littéraires (Cicéron en 1592, Ovide en 1594), celles du poète protestant Guillaume du Bartas et son poème encyclopédique « La Sepmaine (La Semaine) ou la Création du monde » en 1588 et sa suite inachevée « La Seconde Sepmaine » en 1601, des manuels scolaires et livre médicinal. Elle publie également des œuvres religieuses comme "Les Psaumes de David" en 1593. 

## Hommage et postérité
En 2019 l'association Escouade fait poser des plaques de rue temporaires à Genève en hommage aux femmes célèbres genevoises. La rue François Diday est renommée temporairement Rue Michelle Nicod dans le cadre de l'initiative 100Elles,.